# 松尾あつゆき
松尾 あつゆき（まつお あつゆき、1904年6月16日 - 1983年10月10日）は、長崎県出身の俳人。本名、敦之。

## 略歴
1904年（明治37年）、長崎県北松浦郡生まれ。長崎高等商業学校（旧制。現・長崎大学）卒業後、英語教師となる。在学中より自由律俳句に傾倒し、24歳のとき「層雲」に入会、荻原井泉水に師事。のち「層雲」同人、1942年層雲賞受賞。。1945年、生地長崎で原爆に遭い、家と妻、四人の子供のうち長男、次男、次女の三人を失う。11月、重症を生き延びた長女とともに佐世保市に転居、公立学校教員（地方公務員）となり、旧制 佐世保第二中学校の英語教師となる。1948年に再婚、生地を離れ長野県千曲市の高等学校に赴任した。
1949年10月、長野県屋代東高等学校の英語教師となる。1951年春、長野県松代高等学校へ教頭として転出。学校近くの大英寺の土蔵を住まいとした。
1956年、長野県原水爆被災者の会初代会長に就く。1958年5月の総会を最後に、会長を退いた。
1959年が定年（当時は55歳定年）だったが、1961年3月まで松代高校に勤めた後、長崎へ帰った。
1972年、教え子の支援をうけ、被曝体験を綴った句集『原爆句抄』を私家版で出版。のち版を替えてたびたび再刊されている。集中の「なにもかもなくした手に四まいの爆死証明」が代表句として知られ、1961年に長崎市下之川橋国道沿いに建立された、12人の俳人による原爆合同句碑にこの句が刻まれている（のち長崎原爆資料館の公園に移設）。1983年10月死去、79歳。1988年には長崎平和公園の「祈りのゾーン」に、「降伏のみことのり妻をやく火いまぞ熾りつ」句碑、および『原爆句抄』から「なにもかも-」の句を含む複数の句を刻んだ句碑が設置されている。

## 句碑
- 松尾あつゆき原爆句碑

松尾あつゆき原爆句碑は長崎原爆資料館の前にある。
- 原爆句碑

長崎原爆資料館の前に設置されている。12人の俳人による原爆合同句碑である。

## 著書
- 句集『原爆句抄』　私家版　1972年
- 『原爆句抄』　文化評論出版　1975年[20]
- 平田周編 『原爆句抄 魂からしみ出る涙』 書肆侃侃房、2015年[21]

## 関連文献
- 竹村あつお編 『花びらのような命 自由律俳人松尾あつゆき全俳句と長崎被爆体験』 龍鳳書房、2008年
- 平田周編 『松尾あつゆき日記　原爆俳句、彷徨う魂の軌跡』 長崎新聞社、2012年
- 小崎侃 『慟哭―松尾あつゆき「原爆句抄」木版画集』、長崎文献社、2015年
- 平田周 『このかなしき空は底ぬけの青』 書肆侃侃房、2015年
- 奈華よしこ『子らと妻を骨にして　原爆でうばわれた幸せな家族の記憶』書肆侃侃房、2017年　（漫画）ISBN 978-4-86385-272-3
- 句集長崎刊行委員会 編 句集『長崎』、平和教育研究集会事務局、1955年[22][23]
- 「長崎の証言」刊行委員会編著、『長崎の証言　第5集』　「長崎の証言」刊行委員会、　1973年　[24]